# Liga Premier de Belice
La Primera División de Belice —conocida como Liga Premier— (en inglés: Premier League) es la máxima categoría masculina del sistema de ligas de Belice y la principal competición a nivel de clubes del país.
El torneo se disputa desde la década del 50, con algunos cambios. Desde 2011 el campeonato lo organiza la Federación de Fútbol de Belice (FFB).

## Historia
El torneo fue creado en la década del 50, pero el actual formato data del 28 de diciembre de 2011, luego de la fusión de la Liga Premier de Fútbol de Belice con la Super Liga de Belice debido a la suspensión que interpuso la FIFA; luego de que la Liga Premier de Fútbol de Belice abandonara la Federación de Fútbol de Belice y se decidiera crear una nueva primera categoría.
Desde la temporada 2014/15, el equipo que en las fases regulares sume más puntos y gane el torneo de Apertura y/o Clausura calificará a la Concacaf Liga Campeones como representante de Belice.

## Equipos participantes

### Temporada 2021-22
| Equipo                    | Ciudad/Distrito          | Estadio                  | Director técnico     |
| ------------------------- | ------------------------ | ------------------------ | -------------------- |
| Altitude                  | Mango Creek, Stann Creek | Michael Ashcroft         | Hilberto Muschamp    |
| Belize Defence Force F.C. | Ciudad de Belice, Belice | MCC Grounds              | Herome Serano        |
| Belmopan Bandits F.S.C.   | Belmopán, Cayo           | Isidoro Beaton           | Leroy Sherrier Lewis |
| Placencia Assassins F.C.  | Placencia, Stann Creek   | Placencia Football Field | Robert Muschamp      |
| San Pedro Pirates F.C.    | San Pedro, Belice        | Ambergris                | Jorge Nunez          |
| Freedom Fighters F.C.     | Dangriga, Stann Creek    | Carl Ramos               | Gerson Voss          |
| Verdes F.C.               | San Ignacio, Cayo        | Norman Broaster          | César Martín         |
| Wagiya F.C.               | Dangriga, Stann Creek    | Carl Ramos               | Francis Flores       |

## Campeones

### Títulos por año
| Temporada                | Campeón                                             | Resultado                                           | Subcampeón                                          |
| ------------------------ | --------------------------------------------------- | --------------------------------------------------- | --------------------------------------------------- |
| Premier League of Belize |                                                     |                                                     |                                                     |
| Apertura 2011            | La nueva liga formada entró en operaciones en 2012. | La nueva liga formada entró en operaciones en 2012. | La nueva liga formada entró en operaciones en 2012. |
| Clausura 2012            | Placencia Assassins                                 | 2:1, 1:1                                            | Police United FC                                    |
| Apertura 2012            | Belmopan Bandits                                    | 1:1, 1:0                                            | Police United FC                                    |
| Clausura 2013            | Police United FC                                    | 1:0, 1:1                                            | FC Belize                                           |
| Apertura 2013            | Belmopan Bandits                                    | 1:1, 5:1                                            | FC Belize                                           |
| Clausura 2014            | Belmopan Bandits                                    | 3:0, 1:0                                            | Police United FC                                    |
| Apertura 2014            | Belmopan Bandits                                    | 0:0, 4:0                                            | Police United FC                                    |
| Clausura 2015            | Verdes FC                                           | 0:1, 2:0                                            | Belmopan Bandits                                    |
| Apertura 2015            | Police United FC                                    | 1:0, 0:0                                            | Verdes FC                                           |
| Clausura 2016            | Belmopan Bandits                                    | 0:0, 2:0                                            | Placencia Assassins                                 |
| Apertura 2016            | Belmopan Bandits                                    | 0:1, 4:0                                            | Belize Defence Force FC                             |
| Clausura 2017            | Belmopan Bandits                                    | 0:0, 1:0                                            | Verdes FC                                           |
| Apertura 2017            | Verdes FC                                           | 1:0, 1:2                                            | Belmopan Bandits                                    |
| Clausura 2018            | Belmopan Bandits                                    | 3:1, 5:3                                            | Belize Defence Force FC                             |
| Apertura 2018            | Belmopan Bandits                                    | 4:2, 1:2                                            | Verdes FC                                           |
| Clausura 2019            | San Pedro Pirates FC                                | 0:1, 2:0                                            | Belmopan Bandits                                    |
| Apertura 2019            | Verdes FC                                           | 1:1, 2:0                                            | Belmopan Bandits                                    |
| Clausura 2020            | Abandonado debido a la pandemia del COVID-19        | Abandonado debido a la pandemia del COVID-19        | Abandonado debido a la pandemia del COVID-19        |
| Apertura 2022            | Altitude FC                                         | 2:2 (11-10 p.)                                      | Verdes FC                                           |
| Clausura 2023            | Verdes FC                                           | 1:0, 2:1                                            | San Pedro Pirates FC                                |
| Apertura 2023            | Altitude FC                                         | 0:0, 2:0                                            | Port Layola FC                                      |
| Clausura 2024            | Port Layola FC                                      | 1−1 (3−0 p.)                                        | Verdes FC                                           |
| Apertura 2024            | Port Layola FC                                      | 3:0, 1:2                                            | San Pedro Pirates FC                                |
| Clausura 2025            | Verdes FC                                           | 2:0, 2:0                                            | San Pedro Pirates FC                                |

- A:Campeonato apertura, C:Campeonato clausura

### Títulos por equipo
| Club                    | Títulos | Subtítulos | Años campeón                                                           | Años subcampeón                        |
| ----------------------- | ------- | ---------- | ---------------------------------------------------------------------- | -------------------------------------- |
| Belmopan Bandits        | 9       | 4          | A-2012, A-2013, C-2014, A-2014, C-2016, A-2016, C-2017, C-2018, A-2018 | C-2015, A-2017, A-2019, C-2019         |
| Verdes FC               | 5       | 5          | C-2015, A-2017, A-2019, C-2023, C-2025                                 | A-2015, C-2017, A-2018, A-2022, C-2024 |
| Police United FC        | 2       | 4          | C-2013, A-2015                                                         | 2012, A-2012, C-2014, A-2014           |
| Port Layola FC          | 2       | 1          | C-2024, A-2024                                                         | A-2023                                 |
| Altitude FC             | 2       | 0          | A-2022, A-2023                                                         | ----                                   |
| San Pedro Pirates FC    | 1       | 3          | C-2019                                                                 | C-2023, A-2024, C-2025                 |
| Placencia Assassins FC  | 1       | 1          | C-2012                                                                 | C-2016                                 |
| Belize Defence Force FC | 0       | 2          | ----                                                                   | A-2016, C-2018                         |
| FC Belize               | 0       | 2          | ----                                                                   | C-2013, A-2013                         |

## Goleadores
| Año           | Jugador             | Equipo               | Goles               |
| ------------- | ------------------- | -------------------- | ------------------- |
| 2012          | Jesse Smith         | San Pedro Seadogs    | 8                   |
| Apertura 2012 | Daniel Jimenez      | Police United        | 13                  |
| Clausura 2013 | Jeromy James        | Belmopan Bandits     | 9                   |
| Clausura 2013 | Deon McCaulay       | Belmopan Bandits     | 9                   |
| Apertura 2013 | Deon McCaulay       | Belmopan Bandits     | 13                  |
| Clausura 2014 | Clifton West        | Police United        | 7                   |
| Apertura 2014 | Harrison Roches     | Police United        | 10                  |
| Clausura 2015 | Jarret Davis        | Verdes               | 10                  |
| Apertura 2015 | Deon McCaulay       | Verdes               | 10                  |
| Clausura 2016 | Devon Makin         | Police United        | 6                   |
| Apertura 2016 | Jairo Róchez        | Belmopan Bandits     | 14                  |
| Clausura 2017 | Daniel Jimenez      | Police United        | 10                  |
| Clausura 2017 | Jairo Róchez        | Belmopan Bandits     | 10                  |
| Apertura 2017 | Georgie Welcome     | Belmopan Bandits     | 18                  |
| Clausura 2018 | Trimayne Harris     | Belize Defence Force | 13                  |
| Apertura 2018 | Georgie Welcome     | Belmopan Bandits     | 17                  |
| Clausura 2019 | Elroy Smith         | Verdes               | 11                  |
| Apertura 2019 | Mariano Landero     | Verdes               | 14                  |
| Clausura 2020 | Temporada cancelada | Temporada cancelada  | Temporada cancelada |
| Apertura 2022 | Andres Orozco       | Altitude             | 11                  |
| Clausura 2023 | Horace Avila        | San Pedro Pirates    | 9                   |

## Clásicos
Clásico Nacional: Belmopan Bandits FSC vs Police United FC
Clásico de San Ignacio: Police United FC vs Verdes FC
Clásico de Belize: FC Belize vs Belize Defence Force FC

## Clasificación histórica
Tabla elaborada desde 2012 hasta 2019-20. En tabla color verde los que actualmente juegan en 2019-20
| Pos. | Equipo                  | PJ  | PG  | PE | PP | GF  | GC  | DG   | Pts. |
| ---- | ----------------------- | --- | --- | -- | -- | --- | --- | ---- | ---- |
| 1    | Belmopan Bandits FSC    | 205 | 120 | 56 | 29 | 437 | 162 | +275 | 416  |
| 2    | Verdes FC               | 206 | 105 | 44 | 57 | 301 | 216 | +85  | 359  |
| 3    | Police United FC        | 184 | 93  | 44 | 47 | 341 | 242 | +99  | 323  |
| 4    | Belize Defence Force FC | 205 | 90  | 52 | 63 | 328 | 246 | +82  | 322  |
| 5    | Placencia Assassins FC  | 154 | 54  | 37 | 63 | 240 | 234 | +6   | 199  |
| 6    | FC Belize               | 108 | 40  | 27 | 41 | 133 | 141 | -8   | 147  |
| 7    | Freedom Fighters FC     | 134 | 37  | 29 | 98 | 210 | 379 | -169 | 140  |
| 8    | San Pedro Pirates FC    | 77  | 34  | 16 | 27 | 131 | 111 | +20  | 118  |
| 9    | Wagiya FC               | 155 | 30  | 23 | 92 | 194 | 359 | -165 | 113  |
| 10   | Altitude FC             | 50  | 19  | 10 | 21 | 68  | 88  | -20  | 67   |
| 11   | San Ignacio United FC   | 78  | 10  | 25 | 43 | 73  | 162 | -89  | 55   |
| 12   | San Felipe Barcelona FC | 38  | 9   | 8  | 21 | 44  | 80  | -36  | 35   |
| 13   | San Pedro Seadogs FC    | 24  | 8   | 4  | 12 | 34  | 42  | -8   | 28   |
| 14   | Juventus FC             | 24  | 6   | 1  | 17 | 21  | 53  | -32  | 19   |
| 15   | RG City Boys United     | 14  | 4   | 3  | 7  | 15  | 24  | -9   | 15   |
| 16   | Orange Walk FC          | 16  | 1   | 0  | 15 | 20  | 76  | -56  | 3    |
| 17   | World FC                | 10  | 0   | 1  | 9  | 9   | 34  | -25  | 1    |